# Qualificazioni alla CONCACAF Gold Cup 2011
Sono elencate di seguito le date e i risultati per le qualificazioni al CONCACAF Gold Cup 2011.

## Formula
33 membri CONCACAF: 12 posti disponibili per la fase finale. Stati Uniti (come paese ospitante) si qualifica direttamente alla fase finale. Rimangono 32 squadre per undici posti disponibili per la fase finale. Le squadre e i posti disponibili sono suddivisi in tre zone di qualificazione: Nord America (2 posti), Centro America (5 posti), Caraibi (4 posti).
- Zona Nord America: 2 squadre, si qualificano di diritto alla fase finale.
- Zona Centro America: 7 squadre, partecipano alla Coppa centroamericana 2011, le prime quattro classificate si qualificano alla fase finale.
- Zona Caraibi: 23 squadre, partecipano alla Coppa dei Caraibi 2010, le prime tre classificate si qualificano alla fase finale.

## Zona Nord America
Canada e Messico si qualificano di diritto alla fase finale.

## Zona Centro America
La Coppa centroamericana 2011 mette in palio la qualificazione al torneo: Honduras (prima classificata), Costa Rica (seconda classificata), Panama (terza classificata), El Salvador (quarta classificata) e Guatemala (quinta classificata) si qualificano alla fase finale.

## Zona Caraibi
La Coppa dei Caraibi 2008 mette in palio la qualificazione al torneo: Giamaica (prima classificata), Guadalupa (seconda classificata), Cuba (terza classificata) e Grenada (quarta classificata) si qualificano alla fase finale.